# Nim-rốt

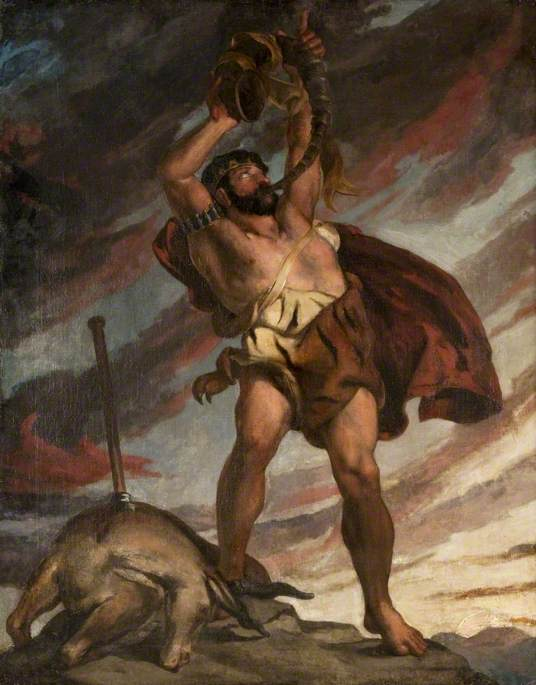
Nimrod của David Scott, 1832

Nim-rốt (/ˈnɪmrɒd/; Hebrew: נִמְרוֹדֿ, Tiêu chuẩn: Nimrôd, Tiberian: Nimrôḏ; tiếng Aram Đế quốc: ܢܡܪܘܕ; tiếng Ả Rập: النمرود an-Namrūd) là một nhân vật trong Kinh Thánh được mô tả là một vị vua ở vùng đất Shinar (Lưỡng Hà). Theo Sách Sáng Thế và Sách Sử Biên Niên, ông là con trai của Cush, cháu trai của Cham và cháu chắt của Nô-ê. Kinh Thánh kể rằng ông là "anh hùng đầu tiên trên mặt đất" và là "một thợ săn hùng mạnh trước mặt Chúa".
Những nỗ lực để liên kết Nim-rốt với các nhân vật được chứng minh có thật trong lịch sử đã thất bại. Nim-rốt có thể không đại diện cho bất kỳ một nhân vật lịch sử nào. Nhiều tác giả đã nhận dạng ông với một số nhân vật có thật và hư cấu của Lưỡng Hà cổ đại, trong đó có vị thần Ninurta hoặc là một sự kết hợp giữa hai vị vua của Akkad: Sargon và cháu trai Naram-Sin (2254-2218 TCN), hoặc vị vua Tukulti-Ninurta I (1243–1207 TCN) của Assyria.

## Mô tả trong Kinh Thánh

Bức tranh Tháp Babel của Pieter Bruegel thể hiện Nim-rốt quan sát các tác phẩm điêu khắc bằng đá.

Kinh Thánh đề cập đến Nim-rốt lần đầu tiên trong Gia phả Nô-ê. Ông được mô tả là con trai của Cush, cháu trai của Cham và cháu chắt của Nô-ê; và như "anh hùng đầu tiên trên mặt đất" và "một thợ săn hùng mạnh trước mặt Chúa". Điều này được nhắc lại trong Sách Sử Biên Niên 1:10 và "Vùng đất của Nim-rốt" được sử dụng như một từ đồng nghĩa cho Assyria hoặc Lưỡng Hà, được đề cập trong Sách Micha 5:6: 
Họ sẽ đánh bại xứ Assyria bằng gươm; họ sẽ tiến vào đất của Nim-rốt bằng các cổng chính; người sẽ cứu chúng ta khỏi dân Assyria, nếu chúng đến đất nước chúng ta hay bước chân vào biên giới chúng ta.

 Sách Sáng Thế nói rằng "sự khởi đầu của vương quốc của ông" là các thị trấn "Babel, Erech, Akkad và Calneh ở vùng đất Shinar" (Lưỡng Hà) (Sáng Thế 10:10). Câu này được nhiều người hiểu là ông đã thành lập những thành phố này, hoặc đã cai trị chúng, hoặc cả hai. Do sự mơ hồ trong văn bản tiếng Do Thái gốc, không rõ ai đã xây dựng những nơi này: Nim-rốt hay Ashur, người đã xây dựng thêm Nineveh, Resen, Rehoboth-Ir và Calah. Sir Walter Raleigh đã dành nhiều trang trong cuốn History of the World (tạm dịch: Lịch sử thế giới; khoảng năm 1616) để bàn luận về vấn đề này.

## Diễn giải lịch sử

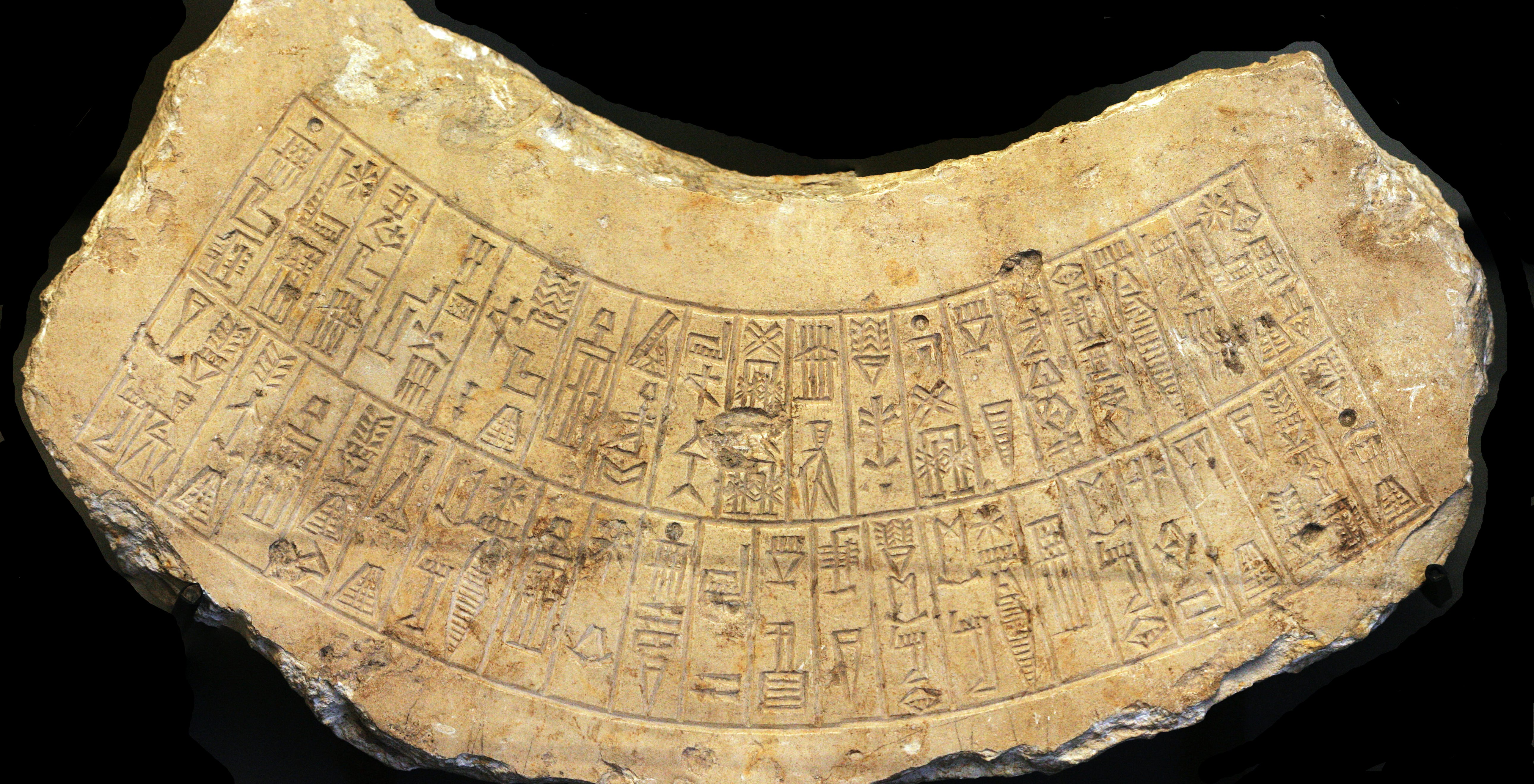
Dòng chữ khắc bởi Naram Sin được tìm thấy ở thành phố Marad

Các nhà sử học, nhà Đông phương luận, nhà Assyria học và nhà thần thoại học từ lâu đã cố gắng tìm mối liên hệ giữa Nim-rốt và các nhân vật lịch sử có thật ở Lưỡng Hà.
Kể từ khi thành phố Akkad bị phá hủy và mất đi cùng với sự tàn phá của Đế chế của nó trong giai đoạn 2200–2154 trước Công nguyên (thời gian Cận Đông cổ đại), những câu chuyện nhắc đến Nim-rốt dường như gợi lại thời đại đồ đồng sớm. Mối liên hệ giữa Nim-rốt và Erech (Uruk thuộc Sumer-Akkad), một thành phố tồn tại vào khoảng thiên niên kỷ thứ 4 TCN, cũng chứng minh nguồn gốc lâu đời của những câu chuyện về ông. Một số tàn tích của Lưỡng Hà cổ đại đã được những người Ả Rập thế kỷ thứ 8 đặt tên theo Nim-rốt, trong đó có những tàn tích của thành phố Kalhu của Assyria (Calah trong Kinh Thánh), được xây dựng bởi Shalmaneser I (1274-1244 TCN) Một số người đã nỗ lực để liên kết ông với nhiều nhân vật lịch sử.
Sớm nhất là vào đầu thế kỷ thứ 4, giám mục Eusebius thành Caesarea, đã xác định Nim-rốt là Euechoios của Chaldea, vị vua đầu tiên sau trận lụt. George Syncellus (khoảng năm 800) cũng đồng ý với điều này. Gần đây, các nhà Sumer học cũng đề xuất khả năng Nim-rốt là Euechoios hoặc vị vua của Babylon và ông của Gilgamos, người xuất hiện trong các bản cũ nhất của Aelian (khoảng năm 200) với tên là Euechoros với tên của người thành lập Uruk là Enmerkar trong các nguồn bằng chữ hình nêm.
Năm 1920, J. D. Prince cũng đề xuất có thể có một mối liên hệ giữa Vua (Ni) của Marad và Nim-rốt. Ông đã đề cập đến việc Bác sĩ Kraeling lúc đó đang có xu hướng liên hệ Nim-rốt với Lugalbanda, một vị vua trong thần thoại được đề cập trong Poebel (1914), người thành phố Marad.
Theo Ronald Hendel, cái tên Nim-rốt có lẽ là một biến thể mang tính luận chiến của vị thần Ninurta, một vị thần nổi bật trong tôn giáo Lưỡng Hà cổ đại, người có trung tâm sùng bái ở một số thành phố của Assyria như Kalhu, và cả ở Babylon, và là một vị thần bảo trợ của một số vị vua Assyria. Các liên doanh đế quốc của Nim-rốt được mô tả trong Sách Sáng Thế có thể dựa trên các cuộc chinh phạt của vua Assyria Tukulti-Ninurta I (Dalley et al., 1998, tr. 67). Julian Jaynes cũng chỉ ra Tukulti-Ninurta I (một vị vua quyền lực của Đế quốc Trung Assyria) là nguồn gốc của Nim-rốt. Alexander Hislop, trong bộ phim The Two Babylons, đã quyết định rằng Nim-rốt sẽ được xác định là Ninus (cũng không được kiểm chứng trong danh sách vua của Lưỡng Hà), theo truyền thuyết Hy Lạp là một vị vua của Lưỡng Hà và chồng của Semiramis, với toàn bộ các vị thần trong suốt Thế giới Địa Trung Hải, và với Zoroaster Ba Tư. Việc xác định với Ninus tuân theo nhận thức của Clementine; một với Zoroaster, của Homement Clementine, cả hai đều là một phần của văn học Clementine.
Trong lý thuyết của David Rohl, Enmerkar, người Sumer thành lập Uruk, là nguồn cảm hứng ban đầu của Nim-rốt, bởi vì câu chuyện Enmerkar và Lãnh chúa Aratta mang một vài điểm tương đồng với truyền thuyết về Nim-rốt và Tháp Babel và vì -KAR trong Enmerkar có nghĩa là "thợ săn". Ngoài ra, Rohl cho rằng những ziggurat ở Uruk và Eridu (mà nhiều người tin là do Enmerkar cho xây dựng) là địa điểm của Tháp Babel gốc.
George Rawlinson tin rằng Nim-rốt là Belus (giống như Nim-rốt và Ninus, một vị vua không được chứng thực trong biên niên sử Lưỡng Hà, nhưng được người Hy Lạp sau này tuyên bố là vua của Assyria) do các bản khắc của Babylon và Assyria mang tên Bel-Nibru. Từ Nibru trong tiếng Akkad của Assyria và Babylon xuất phát từ một từ gốc có nghĩa là 'theo đuổi' hoặc khiến 'một người chạy trốn' và như Rawlinson đã chỉ ra, nó không chỉ giống với tên của Nim-rốt mà nó cũng hoàn toàn phù hợp với hình ảnh một thợ săn vĩ đại của Nim-rốt trong Sách Sáng Thế 10: 9. Mối liên kết Belus-Nim-rốt cũng được tìm thấy trong nhiều tác phẩm lâu đời như các cuốn sách của Movses Khorenatsi và Book of the Bee. Nibru viết bằng tiếng Sumer là tên gốc của thành phố Nippur.
Năm 1929, Joseph Poplicha đã viết về việc xác định Nim-rốt trong triều đại đầu tiên hoặc Uruk.
Yigal Levin (2002) cho rằng Nim-rốt là một hồi ức của Sargon và cháu trai Naram-Sin và cái tên "Nim-rốt" bắt nguồn từ sau này.

## Trong văn hóa
- Trong Thần khúc của Dante Alighieri (viết vào khoảng 1308–1321), Nim-rốt được miêu tả là một người khổng lồ (phổ biến trong thời Trung Cổ). Ông đứng cùng với Ephialtes, Antaeus, Briareus, Tityos và Typhon ở mép ngoài của tầng Phản Bội của Hoả ngục. Câu thoại duy nhất của ông là "Raphèl mai amècche zabì almi", nghĩa đen là "không chắc chắn.[14]